# Phaeoporotheleum
Phaeoporotheleum is een geslacht van schimmels behorend tot de familie Cyphellaceae.

## Soorten
Volgens Index Fungorum telt het geslacht twee soorten (peildatum april 2023):
| Soortnaam                    | Auteur(s)                        | Publicatiejaar |
| ---------------------------- | -------------------------------- | -------------- |
| Phaeoporotheleum bombycinum  | (Speg.) W.B. Cooke               | 1961           |
| Phaeoporotheleum revivescens | (Berk. & M.A. Curtis) W.B. Cooke | 1961           |